# Нижние Апочки
Нижние Апочки — село в Горшеченском районе Курской области России. Входит в состав Знаменского сельсовета.

## География
Село находится в восточной части Курской области, в лесостепной зоне, в пределах юго-западной части Среднерусской возвышенности, на левом берегу реки Апочки и на северо-восточном берегу Старооскольского водохранилища, на расстоянии примерно 17 километров (по прямой) к юго-западу от посёлка городского типа Горшечное, административного центра района. Абсолютная высота — 168 метров над уровнем моря.
Часовой пояс
Село Нижние Апочки, как и вся Курская область, находится в часовой зоне МСК (московское время). Смещение применяемого времени относительно UTC составляет +3:00.

## Население
| 2002 | 2010 |
| ---- | ---- |
| 4    | ↗6   |

Гендерный состав
По данным Всероссийской переписи населения 2010 года в гендерной структуре населения мужчины составляли 66,7 %, женщины — соответственно 33,3 %.
Национальный состав
Согласно результатам переписи 2002 года, в национальной структуре населения русские составляли 100 % из 4 чел.

## Улицы
Уличная сеть села состоит из одной улицы (ул. Пролетарская).